# Fedra
Fedra (gr. Φαίδρα Phaídra, łac. Phaedra) – w mitologii greckiej królewna kreteńska.
Uchodziła za córkę króla Minosa i Pazyfae oraz za siostrę Ariadny i Deukaliona. Była żoną Tezeusza, matką Akamasa i Demofonta oraz macochą Hippolytosa (Hipolit).

## Mit
Podczas nieobecności męża usiłowała uwieść swego pasierba Hippolytosa. Gdy ten odrzucił jej względy – powiesiła się, zostawiając list pożegnalny do męża, w którym oskarżała jego syna o próbę uwiedzenia. W rezultacie Hippolytos został wygnany.

## Obecność w sztuce i nauce
Na podstawie mitu powstała tragedia Eurypidesa Hippolytos uwieńczony, a później Racine’a Fedra (na scenie tytułową bohaterkę grały m.in. Rachel Félix i Sarah Bernhardt). W obydwu historia mitologiczna została odpowiednio zmieniona i wzbogacona. Eurypides skupił się na ukazaniu grzechu kazirodztwa i podkreśleniu tragicznego patosu. Racine natomiast zmienił charakter i znaczenie Fedry, przedstawił ją jako kobietę rozdartą, na wpół oszalałą, dotkniętą boską niełaską – świadomą, że miłość, której doznaje jest grzeszna i zła, a jednak silniejsza niż moralność i poczucie obowiązku.
Swoją wizję mitu o Fedrze stworzył również Seneka Młodszy w tragedii Fedra. Główna bohaterka już od początku jest u Seneki zła i występna, bowiem – dla stoika, którym był autor tragedii – grzeszność wypływa nie z boskiego opętania, którym tłumaczy się Fedra, lecz z samego charakteru człowieka.
Fedra jest także jedną z bohaterek dwóch minioper Dariusa Milhauda Porzucenie Ariadny i Wyzwolenie Tezeusza.
Imieniem królewny została nazwana jedna z planetoid – (174) Phaedra.